# Ябчаник, Владимир Богданович
Владимир Богданович Ябчаник (21 сентября 1965, Дрогобыч, Львовская область — 28 сентября 2021, Санкт-Петербург) — российский певец, ведущий актёр мюзиклов «We Will Rock You», «Норд-Ост», «Дракула», «Свадьба Соек», «Красавица и Чудовище», «Русалочка», «Преступление и наказание», «Раскольников», «Чайка», оперы-фантазии «Мастер и Маргарита», исполнитель партии Мистера Х в оперетте И. Кальмана «Принцесса цирка». Преподаватель вокального мастерства по специалитету «сольное пение» на актёрском факультете Международного славянского института.
В 2017 году был номинирован на высшую национальную театральную премию «Золотая маска», номинация «Оперетта-Мюзикл/Лучшая мужская роль» за роль Порфирия в спектакле «Преступление и наказание».
Скончался 28 сентября 2021 года на 57-м году жизни в Санкт-Петербурге от инсульта. Прощание прошло в Санкт-Петербурге и Москве. Похороны состоялись 2 октября в Москве.

## Образование
- Музыкальная школа по классу фортепиано
- 1991—1993 гг. — Симферопольский театральный институт при Крымском академическом русском драматическом театре имени А. М. Горького, факультет «Театральное искусство»

## Роли

### Театр
- Экспериментальный молодёжный театр-студия, г. Симферополь
- 1993—1997 гг. — Крымский академический русский драматический театр имени А.М. Горького

«Ромео и Джульетта» (Ромео)
«Золушка» (Принц)
«Левша» (Левша, Купец Грознов, Кисель-Вроде)
«Дурочка» (Лауренсьо)
«Любовь и Власть» (Чарльз Дадлей)
«Коварство и любовь» (Вурм)
«Королевские игры» (Кромвель)
«Припадок» (Студент Васильев)
«12 месяцев» (Канцлер)
«Снежная Королева» (Сказочник, Советник)
Мюзиклы
«Тряпичная кукла» (Пьеро)
«Приключения Али — Бабы» (Али — Баба)
«Тайны Старого леса» (Баба-Яга)
«Каприз»
- 2003 г. — Театральное братство Оксаны Мысиной, г. Москва

«Кихот и Санчо» (Орфей)

### Мюзиклы
- 2001—2002 гг. — «Норд-Ост» (Николай Антонович Татаринов, Дядя Миша)
- 2002 г. — «Дракула» (священник Стивен)
- 2003 г. — цирковое ревю «Свадьба Соек» (Ворон)[2]
- 2004—2005 гг. — «We Will Rock You» (Штайп)[3]
- 2007 г. — рок-опера Э.Артемьева «Преступление и наказание» (Раскольников)
- 2008 г. — цирковое ревю «Фантом Цирка», г. Санкт-Петербург (Гаэтано Чинизелли)
- 2008 г. — музыкально-цирковое новогоднее шоу «Заколдованный голос Зимы», г. Санкт-Петербург (Баба-Яга)
- 2008 г. — «Тряпичная кукла» (Генерал «У»)
- 2008—2009 гг. — «Красавица и Чудовище» (месье Мрак, Чудовище-Принц)
- 2009—2010 гг. — участие в записи демо-версии арт-рок-оперы «Мастер и Маргарита» (Мастер)
- 2009—2010 гг. — опера-фантазия «Мастер и Маргарита» (Мастер, Иешуа)[4]
- 2010 г. — «Бременские музыканты» (Атаманша, Сыщик)
- 2010 г. — шоу «Звезды Бродвея» (Кабаре Монмартр)
- 2011 г. — рок-опера «Суламифь-forever!» (Авраам)
- 2012—2014 гг. — «Русалочка» (Тритон)
- 2014—2015 гг. — «Красавица и Чудовище» (Морис)
- 2015 г. — «Преступление и наказание» (Порфирий Петрович) муз. Э. Артемьева, постановка А. Кончаловского[5]
- 2015 г. — партия Мистера Х в оперетте Принцесса цирка (Академический Музыкальный театр республики Крым)
- 2016 г. — «Священные Чудовища» (Флоран)
- 2017 г. — мюзикл «Раскольников» (Семен Захарович Мармеладов)
- 2017 г. — мюзикл «Чайка» (Евгений Сергеевич Дорн)

### Фильмы / Телесериалы
- 1994 г. — «Возвращение блудного сына» (ФРГ-Россия) (Верзила)
- 2000 г. — «Салон Красоты»(Художника на Арбате)
- 2004 г. — «Слуга Государев» (Французский гвардеец)
- 2011 г. — сериал «Следаки» (врач)
- 2011 г. — сериал «Прокурорская проверка» (серия «Красота убьет мир»)
- 2012 г. — сериал «Верное средство», 43 серия (Игорь Евгеньевич Зоркий)

### Телевизионные проекты
- 1999 г. — Крымский региональный телевизионный фестиваль «Звезды Кимерии» (ведущий)
- 2002 г. — Реклама Старбёрст
- 2006—2008 гг. шоу «Танцы со звездами» (вокал)
- 2011 г. — Церемония «Серебряная калоша» (вокал)
- 2017 г. -   Проект "Победитель получит все" на Первом канале в качестве вокалиста.